# 东京沟瘤蛛
东京沟瘤蛛（学名：Ummeliata tokyoensis）为皿蛛科沟瘤蛛属的动物。分布于日本、朝鲜以及中国大陆的北京、山西、河北、陕西、甘肃、山东、吉林、四川等地，一般栖息于稻田和草丛。该物种的模式产地在日本。
其种加词“tokyoensis”意为“东京的”。